# Карло Сфорца
Карло Сфорца (Лука, 1872. — Рим, 1952), је био италијански министар спољњих послова од 1920. до 1921. и опет од 1947. до 1951.

## Биографија
Сфорца је био опуномоћени министар Краљевине Италије при српском двору између 1916. до 1918. и те две ратне године провео је са српском владом на Крфу и у Солуну.
Као министар спољњих послова потписао је Рапалски споразум 1920.